# Linda Gray Sexton
Linda Gray Sexton (Newton, Massachusetts, 21 de julio de 1953) es una escritora estadounidense.

## Carrera
Linda nació en Newton, Massachusetts, hija mayor de la poeta Anne Sexton y de Alfred Muller "Kayo" Sexton.
En 1994 escribió sus primeras memorias, Searching for Mercy Street: My Journey Back to My Mother, Anne Sexton (Buscando la calle de la misericordia: Mi viaje de regreso a mi madre, Anne Sexton). También ha escrito varias novelas y publicado ediciones póstumas de las obras de su madre. Escribió una memoria posterior, Half in Love: Surviving the Legacy of Suicide (Algo enamorado: Sobrevivir al legado del suicidio), publicada en enero de 2011, acerca de la cual Erica Jong escribió: "El hermoso libro de Linda Sexton es un grito de salud y cordura. Traerá esperanza y comprensión porque explica la forma en que el suicidio arruina a las familias generación tras generación".